# Guido Sala
Guido Sala (Lissone, 15 de diciembre de 1928- 13 de abril de 1987) fue un piloto de motociclismo italiano, que compitió puntualmente en el Campeonato del Mundo de Motociclismo entre 1952 hasta 1957. Sala también se proclamó en dos ocasiones campeón del Mundial de karting

## Biografía
Debutó en las competiciones internacionales a bordo de un Moto Morini 125, aunque su primera victoria fue en 1950 con una Alpino 75. Con una Parilla 250 Bialbero fue dos años consecutivos campeón de Italia (1951 y 1952).
En 1952 realizó su debut en el Mundial. Debutó con un cuarto puesto en el Gran Premio de los Países Bajos. Sus buenas prestaciones le valieron el contrato de MV Agusta como piloto oficial para el 1954. En esa temporada ganó su primer (y único) Gran Premio, el Gran Premio de las Naciones, gracias a problemas mecánicos que le ocurrieron a su compañero de equipo Carlo Ubbiali.
Después de dejar el motociclismo, Sala afronta el Mundial de karting con el que se convierte en el primer campeón del mundo y reeditando el título al año siguiente, utilizando Birel (empresa fundada por su hermano Umberto). Sala dejó la carrea en 1968, abriendo un negocio de motos. Murió en 1987 afectado de una enfermedad incurable. Lissone le dedicó una calle.

## Resultados
Sistema de puntuación 1950 hasta 1968:
| Posición | 1 | 2 | 3 | 4 | 5 | 6 |
| Puntos   | 8 | 6 | 4 | 3 | 2 | 1 |

(carreras en cursiva indica vuelta rápida)
| Año  | Clase | Moto      | 1     | 2     | 3     | 4     | 5       | 6     | 7       | 8       | Pts. | Pos. |
| ---- | ----- | --------- | ----- | ----- | ----- | ----- | ------- | ----- | ------- | ------- | ---- | ---- |
| 1952 | 250cc | MV Agusta |       | IOM - | NED 4 |       | GER Ret | ULS - | NAT 5   | ESP Ret | 5    | 9.º  |
| 1954 | 125cc | MV Agusta |       | IOM - | ULS - | NED - | GER -   |       | NAT 1   | ESP Ret | 8    | 7.º  |
| 1954 | 250cc | MV Agusta | FRA - | IOM - | ULS - | NED - | GER -   | SUI - | NAT Ret |         | 0    | -    |
| 1955 | 125cc | MV Agusta | ESP - | FRA - | IOM - | GER - |         | NED - | ULS -   | NAT 7   | 0    | -    |
| 1957 | 125cc | MV Agusta | GER - | IOM - | NED - | BEL - | ULS -   | NAT 6 |         |         | 1    | 15.º |